# Стрільба з лука на літніх Олімпійських іграх 2012
Змагання зі стрільби з лука на літніх Олімпійських іграх 2012 проходили з 27 липня по 3 серпня. Були розіграні 4 комплекти нагород. Змагання відбувалися на знаменитому крикетному стадіоні Lord's Cricket Ground у районі Сент-Джонс-Вуд.

## Медалі

### Загальний залік
| Місце  | Країна               | Золото | Срібло | Бронза | Загалом |
| ------ | -------------------- | ------ | ------ | ------ | ------- |
| 1      | Південна Корея (KOR) | 3      | 0      | 1      | 4       |
| 2      | Італія (ITA)         | 1      | 0      | 0      | 1       |
| 3      | Китай (CHN)          | 0      | 1      | 1      | 2       |
| 3      | Японія (JPN)         | 0      | 1      | 1      | 2       |
| 3      | Мексика (MEX)        | 0      | 1      | 1      | 2       |
| 6      | США (USA)            | 0      | 1      | 0      | 1       |
| Всього | Всього               | 4      | 4      | 4      | 12      |

### Медалісти
Чоловіки
| Дисципліна             | Золото                                                      | Срібло                                               | Бронза                                                 |
| ---------------------- | ----------------------------------------------------------- | ---------------------------------------------------- | ------------------------------------------------------ |
| Індивідуальна першість | О Джін Хьок · Південна Корея (KOR)                          | Фурукава Такахару · Японія (JPN)                     | Дай Сяосян · Китай (CHN)                               |
| Командна першість      | Італія (ITA) Марко Гальяццо Мауро Несполі Мікеле Франджіллі | США (USA) Брейді Еллісон Джейк Камінскі Джейкоб Вукі | Південна Корея (KOR) Ім Донхьон Кім Боп Мін О Джінхьок |

Жінки
| Дисципліна             | Золото                                                  | Срібло                                 | Бронза                                             |
| ---------------------- | ------------------------------------------------------- | -------------------------------------- | -------------------------------------------------- |
| Індивідуальна першість | Кі Бо Бе · Південна Корея (KOR)                         | Аїда Роман · Мексика (MEX)             | Маріана Авітія · Мексика (MEX)                     |
| Командна першість      | Південна Корея (KOR) Лі Сон Джін Кі Бо Бе Чхве Хьон Джу | Китай (CHN) Фан Юйтін Чен Мін Сюй Цзін | Японія (JPN) Каванака Каорі Хаякава Рен Каніе Мікі |

## Спортивний об'єкт
| Lord's Cricket Ground      |
| -------------------------- |
| Місце розташування мішеней |
| Місткість: 6500            |